# Ugyops kinbergi
Espèce
Synonymes
Ugyops kinbergi est une espèce d'insectes hémiptères de la famille des Delphacidae, décrite par Stål en 1859, et observée en Océanie.

## Liste des sous-espèces
Selon Catalogue of Life (21 août 2019) :
- sous-espèce Ugyops kinbergi civilis (Fennah, 1956)
- sous-espèce Ugyops kinbergi guahoni (Fennah, 1956)
- sous-espèce Ugyops kinbergi kinbergi (Stål, 1859)
- sous-espèce Ugyops kinbergi kusaieana (Fennah, 1956)
- sous-espèce Ugyops kinbergi magas (Fennah, 1956)
- sous-espèce Ugyops kinbergi palauana (Fennah, 1956)